# Partia Postępu Narodowego
Partia Postępu Narodowego (lit. Tautos Pažangos partija, TPP) – litewska partia polityczna, działająca w latach 1916–1924 oraz od 1994.

## TPP z lat 1916–1924
Partia została założona w 1916 w Petersburgu przez lokalnych emigrantów litewskich. Za cel stawiała sobie budowę administracyjnie wyodrębnionego państwa litewskiego w ramach demokratycznej Rosji. Wśród jej liderów znaleźli się były litewski deputowany do Dumy Państwowej Juozas Kubilius, który został jej przewodniczącym, Liudas Noreika oraz ksiądz Juozas Tumas-Vaižgantas. W partii działali także Antanas Smetona i Augustinas Voldemaras. Partia wydawała gazetę „Lietuvių balsas”.
W pierwszych wyborach do Sejmu Litwy w 1920 partia nie uzyskała ani jednego mandatu, sukcesów nie odnotowała też w 1922 i 1923. W sierpniu 1924 doszło do formalnego zjednoczenia partii z ugrupowaniem rolników w formację pod nazwą Związek Litewskich Narodowców.

## TPP od 1994
Ugrupowanie pod historyczną nazwą powołano ponownie w 1994. Jej inicjatorami była grupa byłych posłów z lat 1990–1992, sygnatariuszy aktu niepodległości, działających pod koniec kadencji we Frakcji Postępu Narodowego, a następnie funkcjonujących jako polityczny Ruch Postępu Narodowego. Na jej czele do 2007 stał Egidijus Klumbys.
Własną listę wyborczą do Sejmu postępowcy wystawili tylko w 1996, uzyskując zaledwie 0,3% głosów i pozostając poza parlamentem. Marginalna była też jej reprezentacja w samorządzie, ostatni raz mandaty radnych (3 w skali kraju) TPP zdobyła w 2003.
W wyborach parlamentarnych w 2000 jeden z liderów partii (były poseł Rolandas Paulauskas) startował z listy Związku Chrześcijańskich Demokratów. Przewodniczący ugrupowania, Egidijus Klumbys, uzyskał z kolei mandat z ramienia Nowego Związku. Obaj otwierali partyjną listę w wyborach do Parlamentu Europejskiego w 2004. W tym samym roku Egidijus Klumbys utrzymał miejsce w Sejmie jako kandydat partii Porządek i Sprawiedliwość. Trzy lata później został członkiem tego ugrupowania, a TPP praktycznie zaprzestała jakiejkolwiek aktywności.